# Hospital Macrorregional de Coroatá
O Hospital Macrorregional de Coroatá Alexandre Mamede Trovão é um hospital público estadual localizado na cidade de Coroatá, no Maranhão.

## Histórico
Foi inaugurado em 2012, atendendo cerca de 85 municípios, da região leste do estado. Buscou atender a uma antiga demanda de descentralização da saúde, para diminuir o deslocamento de pacientes do interior para a capital do estado.
É administrado pela Empresa Maranhense de Serviços Hospitalares (EMSERH), empresa pública de gestão hospitalar.

## Estrutura
O hospital é referência da região para atendimento médico e hospitalar nas áreas de clínica médica e cirúrgica, pediatria, obstetrícia, ortopedia, gastroenterologia, ginecologia, neurologia, neurocirurgia, urologia e cardiologia.  Dispõe de Unidade de Internação Clinica e Cirúrgica, UTI Adulto e Neonatal, Obstetrícia e Ambulatório.